# Roberto Carlos (álbum de 1966)
Roberto Carlos é o sexto álbum do cantor e compositor Roberto Carlos, de 1966, gravado entre outubro e novembro.

## O Disco
Após o lançamento do disco anterior, Jovem Guarda, era grande a expectativa de como seria a produção do próximo trabalho. Ao mesmo tempo, o álbum marcaria uma participação cada vez maior de seu produtor, Evandro Ribeiro, durante as sessões. O reflexo disso foi a reformulação da banda de apoio do cantor: agora, além de Dedé (bateria) e Bruno (baixo), formavam o RC-4 o tecladista Antônio Wanderley (que havia trabalhado antes com Milton Banana) e José Provetti, ex-Jet Blacks na guitarra.
Antes do lançamento, Ribeiro pôs duas faixas no mercado, através da coletânea As 14 Mais daquele ano, "É Papo Firme" e "Esqueça". Quando o disco saiu, por conta da promoção anterior, já saiu estourado, em pleno auge do programa Jovem Guarda, que então era transmitido pela TV Record, No Natal, atingiu uma vendagem superior à seu antecessor. Foi o álbum mais vendido do ano de acordo com o instituto de pesquisa Nopem. Até 2011, vendeu mais de 351.386 cópias.
O famoso elepê com a capa a la Beatles, com seu rosto em contraste claro-escuro, como na foto de Robert Freeman para o With the Beatles, traz sucessos como "Eu Te Darei o Céu" da dupla Roberto e Erasmo, sendo uma das músicas mais tocadas no ano de 1966.
Além do sucesso de "Esqueça", o álbum de 66 traz a romântica "Nossa Canção" da autoria de Luiz Ayrão, "Negro Gato" da autoria de Getúlio Côrtes, que se tornou um clássico na voz de Roberto, que também gravou "O Gênio" também de Côrtes.
"Negro Gato" emplacou em todo o Brasil. Outra canção da dupla Roberto e Erasmo pode-se destacar a ingênua "Eu Estou Apaixonado por Você" de letra romântica que revela que apesar da vida agitada tem tempo para amar. Também vale destacar "É Papo Firme"  (Renato Corrêa e Donaldson Gonçalves).
Nessa fase, Roberto estava rompido com Erasmo. Por conta disso, algumas canções têm apenas sua assinatura: "Querem Acabar Comigo" (que muitos afirmam ser a respeito da polêmica em torno do rompimento com seu parceiro musical), e "Namoradinha de um Amigo Meu".
Quanto a "Namoradinha", Roberto fizera a música especialmente para um conjunto paulista associado ao álbum Jovem Guarda, chamado Os Beatniks. Roberto não conseguira terminar a letra a tempo do tema entrar no disco dessa banda. Depois de retrabalhar a letra, ele a mostrou a Ribeiro, o qual percebeu o seu potencial radiofônico, e decidiu inclui-la no disco de Roberto.

## Faixas
| N.º            | Título                                                          | Duração |  |
| 1.             | "Eu Te Darei o Céu" (Roberto Carlos / Erasmo Carlos)            | 3:37    |  |
| 2.             | "Nossa Canção" (Luiz Ayrão)                                     | 3:18    |  |
| 3.             | "Querem Acabar Comigo" (Roberto Carlos)                         | 3:22    |  |
| 4.             | "Esqueça (Forget Him)" (Mark Anthony / Vrs. Roberto Corte Real) | 2:36    |  |
| 5.             | "Negro Gato" (Getúlio Côrtes)                                   | 2:28    |  |
| 6.             | "Eu Estou Apaixonado por Você" (Roberto Carlos / Erasmo Carlos) | 4:03    |  |
| 7.             | "Namoradinha de um Amigo Meu" (Roberto Carlos)                  | 2:41    |  |
| 8.             | "O Gênio" (Getúlio Côrtes)                                      | 2:56    |  |
| 9.             | "Não Precisas Chorar" (Edson Ribeiro)                           | 2:25    |  |
| 10.            | "É Papo Firme" (Renato Corrêa / Donaldson Gonçalves)            | 2:33    |  |
| 11.            | "Esperando Você" (Helena dos Santos)                            | 2:51    |  |
| 12.            | "Ar de Moço Bom" (Niquinho / Othon Russo)                       | 2:27    |  |
| Duração total: | Duração total:                                                  | 35:24   |  |

### Banda
- Roberto Carlos: voz, gaita
- Gravado com membros das bandas: RC-4 e  The Youngsters
- José Provetti (Jet Blacks) na guitarra
- Participação de membros do Renato e Seus Blue Caps e The Fevers em algumas faixas
- Olmir Stocker: violão em "Nossa Canção"
- Dedé Marques: percussão em "Nossa Canção"
- Lafayette: teclados,
- Antônio Wanderley (órgão em "Namoradinha de um Amigo Meu")

## Certificações e vendas
| Região       | Certificação | Unidades/vendas |
| ------------ | ------------ | --------------- |
| Brasil (PMB) | 2× Platina   | 351.386         |